# البرتو مارکوس
البرتو مارکوس (انگلیسی: Alberto Marcos؛ زادهٔ ۱۵ فوریهٔ ۱۹۷۴) بازیکن فوتبال اهل اسپانیا است.
از باشگاه‌هایی که در آن بازی کرده‌است می‌توان به باشگاه فوتبال رئال مادرید سی، باشگاه فوتبال رئال مادرید، باشگاه فوتبال اوئسکا، باشگاه فوتبال رئال وایادولید، و باشگاه فوتبال رئال مادرید کاستیا اشاره کرد.
وی همچنین در تیم ملی فوتبال زیر ۲۱ سال اسپانیا بازی کرده‌است.